# Gdynia Cisowa
Gdynia Cisowa – przystanek Szybkiej Kolei Miejskiej znajdujący się w gdyńskiej dzielnicy Cisowa, między ulicą Cisowską a ulicą Janowską. Najmłodszy przystanek w Gdyni oraz trzeci najmłodszy SKM (po Gdańsk Stadion Expo i Gdańsk Śródmieście).
Przystanek Gdynia Cisowa został udostępniony pasażerom SKM 22 grudnia 1997 roku. W roku 2016 przeprowadzono jego remont.

## Połączenia
Niektóre pociągi SKM linii S1 wykonują kursy skrócone do tej stacji, pozostałe zatrzymują się na niej, jednak kontynuują kurs do Wejherowa lub Lęborka.

## Ruch pasażerski
| Rok  | Wymiana pasażerska na dobę |
| ---- | -------------------------- |
| 2017 | 2 000-3 000                |
| 2022 | 4 000-5 000                |